# 8282 Delp
8282 Delp este un asteroid din centura principală de asteroizi.

## Descriere
8282 Delp este un asteroid din centura principală de asteroizi. A fost descoperit pe 10 septembrie 1991 la Tautenburg de Freimut Börngen. El prezintă o orbită caracterizată de o semiaxă mare de 3,09 ua, o excentricitate de 0,17 și o înclinație de 0,5° în raport cu ecliptica.